# Charis ismena
Charis ismena är en fjärilsart som beskrevs av Doubleday 1847. Charis ismena ingår i släktet Charis och familjen Riodinidae. Inga underarter finns listade i Catalogue of Life.